# Примов, Бозулан
Бозулан Примов — советский хозяйственный и политический деятель.

## Биография
Родился в 1915 году в кишлаке Халмион. Член КПСС.
Окончил ВПШ при ЦК КПСС.
В 1934—1960 гг. — учитель, директор Халмионской средней школы, заместитель председателя Уч-Курганского райисполкома, советский работник в Киргизской ССР, председатель Ошского облисполкома, партийный работник в Киргизской ССР.
В 1960—1962 гг. — первый секретарь Сузакского райкома КП Киргизии.
В 1963—1975 гг. — председатель Ошского областного Совета профсоюзов.
Избирался депутатом Верховного Совета Киргизской ССР 3-7-го созывов. Делегат XXII съезда КПСС.
Умер в 1987 году в Оше.
Именем Бозулана Примова названа улица в Оше.

## Награды
- Орден Ленина
- Орден Трудового Красного Знамени (дважды)
- Орден Знак Почёта (дважды)